# Callitomis distorta
Callitomis distorta är en fjärilsart som beskrevs av Rothschild 1910. Callitomis distorta ingår i släktet Callitomis och familjen björnspinnare. Inga underarter finns listade i Catalogue of Life.